# Universidad Nacional de Pilar
La Universidad Nacional de Pilar (U. N. P.) es una institución estatal de Paraguay establecida el 14 de julio de 1991. Su sede principal está ubicada en el distrito de Pilar, perteneciente al Departamento de Ñeembucú, y fue formalmente establecida por ley en 1994. Desde entonces, ha operado con diversas filiales y sedes en varias ciudades del país. Fue creada inicialmente con cinco facultades y, a partir de 2013, ha ampliado su oferta a siete facultades.
Además de su sede central, la Universidad Nacional de Pilar tiene presencia en tres ciudades del Departamento de Misiones: San Ignacio Guazú, San Juan Bautista y Ayolas. En Asunción, cuenta con una filial ubicada en las instalaciones del Instituto de Estudios Comparados en Ciencias Penales y Sociales del Paraguay (INECIP-Py), gracias a un convenio de cooperación interinstitucional. En la capital, se ofrecen las carreras de Comunicación para el Desarrollo, perteneciente a la Facultad de Ciencias, Tecnologías y Artes, así como la maestría en Garantismo Penal y Derecho Procesal.
La Universidad Nacional de Pilar también cuenta con el Conservatorio de Música "Sofia Mendoza", el cual es único a nivel universitario en el país. Para ingresar a la licenciatura en música en este conservatorio, se requiere completar siete años de formación en el nivel de pregrado.
La Facultad de Ciencias, Tecnologías y Artes (FCTA) es una facultad dedicada a la investigación, que cuenta con profesores provenientes de diversas regiones del país y de la región.

## Facultades
Actualmente está compuesta por siete facultades:
- Facultad de Ciencias Agropecuarias y  Desarrollo Rural;
- Facultad de Ciencias Aplicadas;
- Facultad de Ciencias Contables, Administrativas y Económicas;
- Facultad de Derecho, Ciencias Políticas y Sociales;
- Facultad de Humanidades y Ciencias de la Educación;
- Facultad de Ciencias, Tecnologías y Artes;
- Facultad de Ciencias Biomédicas.

### Extensión
La Universidad Nacional de Pilar se destaca por ser la primera institución universitaria pública del país en implementar un programa de extensión universitaria, tal como lo establece el artículo 79 de la Constitución de Paraguay. En el año 2005, la universidad promulgó un reglamento de extensión que ha servido como modelo para otras instituciones educativas en el país. Además, la U. N. P. es la entidad encargada de organizar el Primer Congreso de Extensión Universitaria.

### Ingeniería Acuícola
En la sede de Ayolas, la Facultad de Ciencias Agropecuarias cuenta con la única carrera del país en Ingeniería Acuícola. En 2022, la directora es Ernilda Vera. Todos los estudiantes cuentan con beca del 100 por ciento, financiada por la universidad.

### Comunicación para el Desarrollo
La Facultad de Ciencias, Tecnologías y Artes (FCTA) cuenta con la primera carrera de grado de Comunicación para el Desarrollo, en la filial Asunción y la sede central. En el año 2014, culminó su plan curricular la primera promoción. Es una carrera que apunta a contribuir al desarrollo nacional desde las herramientas de la Comunicación.